# Khai thác khoáng sản biển sâu
Khai thác khoáng sản biển sâu là một quá trình thu hồi khoáng sản tương đối mới diễn ra dưới đáy biển. Các vị trí khai thác khoáng sản dưới đâi dương thường quanh các vùng tích tụ các loại kết hạch đa kim hoặc các mạch nhiệt dịch đang hoặc ngưng hoạt động ở độ sâu khoảng 1.400 – 3.700 m bdưới mặt nước biển. Các mạch tạo ra các tích tụ sulfide chứa các kim loại có giá trị như bạc, vàng, đồng, mangan, cobalt, và kẽm. Các mỏ được khai thác bằng các bơm thủy lực hoặc hệ thống bucket để lấy quặng lên bề mặt xử lý. Cũng giống như các hoạt động khai thác mỏ khác, khai thác mỏ dưới đáy biển đặt ra nhiều câu hỏi về những tác động của nó đối với môi trường xung quanh. Các nhóm vận động về môi trường như Greenpeace đã lập luận rằng việc khai thác đáy biển không nên được phép ở hầu hết các đại dương trên thế giới vì những tiềm năng cho thiệt hại cho các hệ sinh thái biển sâu.

## Lịch sử
Vào giữa thập niên 1960, công tác thăm dò cho việc khai thác khoáng sản biển sâu của J. L. Mero được đăng trên Mineral Resources of the Sea. Quyển sách cho rằng các nguồn cung cấp tài nguyên gần như không giới hạn về cobalt, nickel và  các kim loại khác có thể được tìm thấy trong khắp các đại dương trên toàn cầu. Mero đã chỉ ra rằng các kim loại này có mặt trong các tích tụ ở dạng kết hạch mangan dưới đáy biển ở độ sâu khoảng 5.000 m. Một số quốc gia như Pháp, Đức và Hoa Kỳ đã cử các tàu nghiên cứu để tìm kiếm các tích tụ hạt hạt này. Ước tính ban đầu về tính khả thi khai thác khoáng sản biển sâu đã được phóng đại nhiều. Đánh giá quá cao này, cùng với giá kim loại sụt giảm, dẫn đến việc gần như từ bỏ việc khai thác các loại khoáng sản này vào năm 1982. Từ năm 1960 đến năm 1984 ước tính khoảng 650 triệu USD đã được chi cho việc đầu tư mạo hiểm này, với ít hoặc không được thu hồi trở lại.
Trong thập kỷ qua một pha mới trong việc khai thác khoáng sản biển sâu đã khởi động lại. Từ nhu cầu tăng nhanh của các kim loại quý ở Nhật Bản, Trung Quốc, Hàn Quốc và Ấn Độ đã thúc đẩy các quốc gia này trong việc tìm kiếm các nguồn tài nguyên mới. Những nơi được chú ý gần đây là các mạch nhiệt địch, chúng được xem là các nguồn cung cấp kim loại thay vì các kết hạch phân tán. Xu hướng của quá trình chuyển đổi hướng tới hạ tầng giao thông và thông tin dựa trên điện năng hiện đã thể hiện rõ ở các quốc gia phương tây tiếp tục đẩy mạnh nhu cầu về các kim loại quý. Sự hồi sinh hiện tại trong khai thác mỏ phosphor ở đáy biển bắt nguồn từ phân bón nhân tạo gốc phosphor có tầm quan trọng đáng kể cho sản xuất lương thực trên thế giới. Sự phát triển dân số thế giới đẩy nhu cầu đối với phân bón nhân tạo hoặc thành lập công ty lớn của các hệ thống hữu cơ trong cơ sở hạ tầng nông nghiệp.

### Luật và quy định
Các quy định pháp luật quốc tế về khai thác khoáng sản biển sâu được nêu trong Công ước Liên Hợp Quốc về Luật biển từ năm 1973 đến 1982, có hiệu lực từ năm 1994. Công ước lập ra Cơ quan đáy biển quốc tế (ISA), quy định việc khai thác khoáng sản đáy biển vượt ra khỏi vùng đặc quyền kinh tế của các quốc gia (200 hải lý (370 km) vùng biển quanh mỗi quốc gia). ISA yêu cầu các quốc gia quan muốn khai thác thăm dò 2 địa điểm mỏ bằng nhau và chuyển một cho ISA, cùng với việc chuyển giao công nghệ khai thác mỏ trong thời gian 10 đến 20 năm. Điều này có vẻ hợp lý ở thời điểm đó vởi vì nó được tin tưởng rộng rãi rằng việc khai thác các kết hạch có thể mang lại lợi nhuận cực lớn. Tuy nhiên, những yêu cầu nghiêm ngặc này làm cho một số nước công nghiệp từ chối ký kết hiệp ước ban đầu năm 1982.